# Lenz (Kartoffel)
Lenz ist eine seit 2018 vom Bundessortenamt anerkannte Wirtschaftskartoffel. Sie läuft unter der Kennnummer 4283 und wurde erstmals vom Saatguthof Firlbeck in Atting gezüchtet. Zum Stand 2018 wird sie deutschlandweit auf 1 Hektar angebaut. Die Kartoffel Lenz ist oval und zeichnet sich durch ihr hellgelbes Fleisch sowie ihre gelbe Schale und mittlere Augentiefe aus.